# Ченек Шлегл
Ченек Шлегл при рождёнии Ченек Шлёгель (чеш. Čeněk Šlégl; 30 сентября 1893, Прага — 17 февраля 1970, там же) — чехословацкий актёр театра и кино, режиссёр и сценарист.

## Биография
Родился в чешско-немецкой семье. В 1917 году окончил чешскую гимназию в Праге. В 1917—1924 годах играл в провинциальных труппах и в небольших театрах в Таборе и Праге. С 1924 года работал в знаменитой в то время «Таборской» труппе Яна Отакара Мартина актёром, сценографом, переводчиком и режиссёром.
С 1919 по 1941 год снялся в 78 немых и звуковых кинофильмах. Играл аристократов, крупных промышленников или Магнатов, наряду с такими актёрами, как Власта Буриан и Олдржих Новый. Режиссер 9 фильмов, в том числе в Театре Власты Буриана. Всего им написаны сценарии к 11 художественным фильмам. Дебютировал в кино в 1919 году в немом фильме «Вор», а последний раз — в 1941 году в фильмах «Отель «Голубая звезда», «Я женюсь на своей жене» и «Приоритет станции».

## Избранная фильмография
- 1941 — Ночной мотылёк
- 1940 — Катакомбы
- 1932 — Учитель Идеал
- 1932 — Антон Шпелец, снайпер
- 1932 — Лёличек на службе у Шерлока Холмса